# 尤利烏斯·馮·薩克斯
尤利烏斯·馮·薩克斯（德語：Julius von Sachs，發音：[zaks]；1832年10月2日—1897年5月29日）是來自普魯士西利西亞布雷斯勞的植物學家。薩克斯是植物學史上的重要人物。

## 早年生活
薩克斯於1832年10月2日出生於布雷斯勞。他的父親格雷夫·薩克斯是一名雕刻師，父親教兒子畫輪廓以及線條和顏色的準確性。薩克斯從小就對植物著迷，並在許多與父親的郊遊中收集了它們。在13到16歲之間，他將大部分時間用於繪畫他所收集的花卉，真菌和其他標本。從1845年到1850年，他對自然科學最感興趣，他收集頭骨，寫了關於小龍蝦的專著。他的自然科學老師克羅伯缺乏遠見地鄭重警告年輕的薩克斯不要獻身於自然科學。
他16歲那年，他的父親去世了，第二年，他的母親和一個兄弟都死於霍亂。突然間，在沒有經濟支持的情況下，他很幸運地被送入了揚·埃萬傑利斯塔·普爾基涅的家庭，後者在布拉格大學獲得了教授職位。薩克斯於1851年被大學錄取。
薩克斯以在普爾基涅的實驗室裡工作很長時間而著名。在實驗室工作完成後，他會繼續工作，來研究自己感興趣的課題：植物的如何生長。

## 事業
薩克斯於1856年取得博士學位。他在1859年被任命為在Tharandt農業學院（現為德勒斯登工業大學的一部分）工作的斯托克哈特的生理學助理。1862年，他被任命為開姆尼茨工業大學的主任，但幾乎立即轉到了位於波佩爾斯多夫的農業學院（現在是波昂大學的一部分），直到1867年，他被提名為弗萊堡大學的植物學教授 為止。
1868年，他開始擔任符茲堡大學植物學系主任的職務。儘管有更多享有盛名的德國大學提出了邀請，他仍繼續擔任該職務，直到去世為止。
作為研究人員，作家和老師，薩克斯享有盛譽。 他的名字將永遠與19世紀後半葉的植物生理學的巨大發展緊密聯繫，對植物學各領域都做出實質性貢獻。 他早期的論文散佈於植物學期刊和學術團體的出版物中（合集於1892-93年出版），引起了人們的廣泛興趣。 其中最突出的是“ 發芽故事”系列，它奠定了我們的微化學方法知識以及萌發的形態學和生理學細節的基礎。 然後，他於1860年重新開啟了“水耕”方法，並將其應用於營養問題的研究。
最重要的是他的實驗發展了光合作用的概念。他發現經過陽光照射，然後漂白成白色的葉片，在被碘染色後會變黑，證明其含有澱粉；而同一植物的葉子在未照射陽光的狀況下將保持白色。
薩克斯晚期的論文幾乎全部發表在"維爾茨堡植物研究所的工作"的三卷本中（1871-88）。 